# استفانو لیلیپالی
استفانو لیلیپالی (انگلیسی: Stefano Jantje Lilipaly؛ زادهٔ ۱۰ ژانویهٔ ۱۹۹۰) یک بازیکن فوتبال اهل اندونزی است. وی همچنین در تیم ملی فوتبال اندونزی بازی کرده‌است.